# Lannepax
Lannepax is een gemeente in het Franse departement Gers (regio Occitanie) en telt 560 inwoners (2004). De plaats maakt deel uit van het arrondissement Condom.

## Geografie
De oppervlakte van Lannepax bedraagt 30,5 km², de bevolkingsdichtheid is 18,4 inwoners per km².
De onderstaande kaart toont de ligging van Lannepax met de belangrijkste infrastructuur en aangrenzende gemeenten.

## Demografie
Onderstaande figuur toont het verloop van het inwonertal (bron: INSEE-tellingen).